# Rec Madral
El Rec Madral és un curs d'aigua de la conca de Calonge a Catalunya que neix a la Vall Coma de les Fonts on es diu Riera de Monells o Rec de Can Monells. Neix a uns 200 metres d'altitud als vessants del massís del Jonc a la Vall de la Coma de les Fonts i desemboca després de 5 km al Mar Mediterrani. El seu afluent principal és el Rec de Sant Daniel.

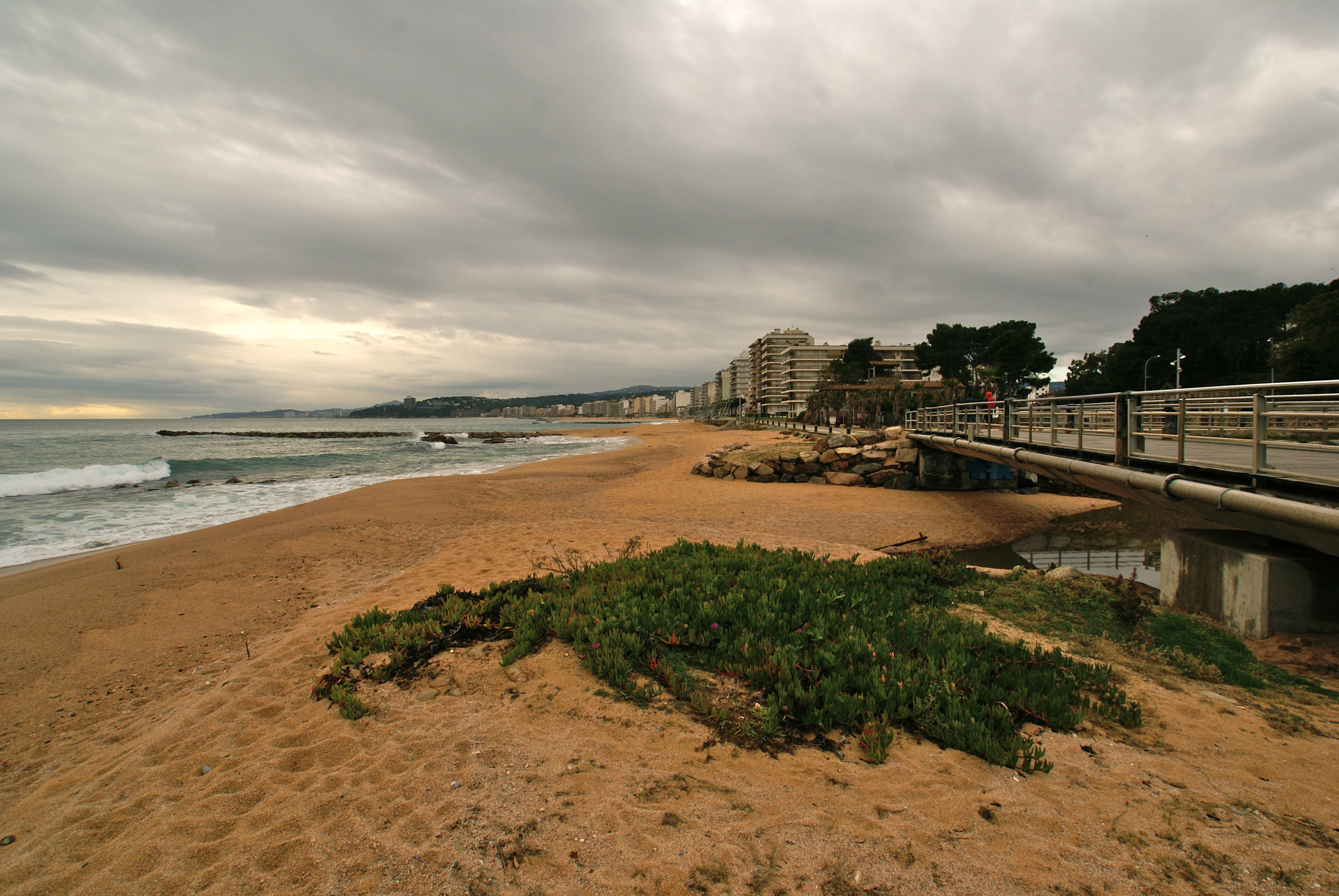
Desembocadura

Segons Pere Caner el Rec Madral és un canal excavat pels romans, per a desguassar el Pla de Calonge, sovint víctima d'aiguats a l'entorn de l'assentament de la vil·la romana del Collet. Per tant, és inundable que fins a l'inici del segle XX el pla era poc habitat i la majoria dels masos es trobaven als vessants de les muntanyes i els aiguamolls del Pla quedaven erm. El problema de les inundacions va quedar-se i es va agreujar quan la zona costenca va urbanitzar-se. El 2008, en conseqüència dels aiguats de 2005, l'ajuntament de Calonge va iniciar l'obra de recanalitzar el curs inferior del Rec Madral i va crear un enllaç directe amb la Riera de Calonge.